# Massad
Massad (hebr. מסד) – wieś położona w samorządzie regionu Ha-Galil ha-Tachton, w Dystrykcie Północnym, w Izraelu.
Leży na wschód od Jeziora Tyberiadzkiego w Dolnej Galilei.

## Historia
Osada została założona w 1983.

## Gospodarka
Gospodarka wioski opiera się na rolnictwie.